# チャールズ・イン
チャールズ・イン（應昌佑、英語: Charles Ying、1979年4月2日 -）は、香港出身の男性歌手。4歳の時カナダバンクーバーに渡り、7歳の時香港に帰る。その後米国に移住し、ロードアイランド州プロビデンスのロードアイランド・スクール・オブ・デザインを卒業後、香港に再帰国。現在の所属事務所/レコード会社はA Musicである。

## アルバム
- 2004年：大城小事オリジナルサウンドトラック
- 2005年：應昌佑 Charles

### 歌曲リスト
| 順番 | 歌曲タイトル                   | 作曲                              | 作詞               | 編曲                              | プロデュサー          | 歌唱時間 |
| 6    | 怎會失戀                       | マーク・ロイ                      | 林夕               | マーク・ロイ                      | マーク・ロイ          | 3:31     |
| 7    | 溫暖冬眠                       | Robert Lay (On Your Mark)         | 周禮茂             | Robert Lay (On Your Mark)         | マーク・ロイ          | 4:36     |
| 8    | 24(featuring ジャニス・ビダル) | ジャスティン・ロー (On Your Mark) | 方杰               | ジャスティン・ロー (On Your Mark) | マーク・ロイ          | 3:06     |
| 9    | 逢星期四                       | ジャスティン・ロー (On Your Mark) | ワイマン・ウォン   | Ted Lo                            | マーク・ロイ          | 3:33     |
| 10   | 不能愛戀 只能暗戀              | 林毅心                            | ジャスティン・ロー | Edward Chan／Charles Lee          | マーク・ロイ          | 4:37     |
| 11   | 是我不好                       | 陳志遠／伍冠諺／マーク・ロイ      | ワイマン・ウォン   | マーク・ロイ                      | マーク・ロイ          | 3:32     |
| 12   | 你是我喜歡的路人               | ロナルド・ン／凱文                | 林夕               | ロナルド・ン@RNLS                 | ロナルド・ン@RNLS     | 3:40     |
| 13   | 賣點                           | キース・チャン@好好笑             | 林夕               | キース・チャン@好好笑             | キース・チャン@好好笑 | 3:13     |

## 広告
- 2005年：マクドナルド（クリスマス・スヌーピードール、ジャニス・ビダルと共に）

## 映画
- 2006年：『縁邀知音』